# کوچیس

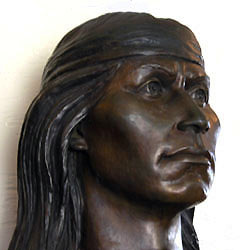
سردیس کوچیس

کوچیس (۱۸۰۵ – ۸ ژوئن ۱۸۷۴) رئیس یکی از قبایل سرخپوست آمریکا بود او نیز با آپاچی‌ها نیز در جنگ با آمریکایی‌ها بود و از فرماندهانشان بود. وی جنگ علیه امریکاییان را از سال ۱۸۶۱ تا سال ۱۸۷۲ میلادی، که صلح‌نامه توسط طرفین امضا شد، رهبری می‌کرد و دو سال پس از پایان جنگ درگذشت. امروزه شهری در ایالت آریزونا به نام او نامگذاری شده‌است.